# Marechal Deodoro
Marechal Deodoro is een gemeente in de Braziliaanse deelstaat Alagoas. De gemeente telt 47.623 inwoners (schatting 2009).

## Aangrenzende gemeenten
De gemeente grenst aan Barra de São Miguel, Coqueiro Seco, Maceió, Pilar, Santa Luzia do Norte, São Miguel dos Campos en Satuba.

## Geboren
- Deodoro da Fonseca (1827-1892), militair en eerste president van Brazilië[1]